# Випадок на мості через Совиний струмок
«Випадок на мості через Совиний струмок» (англ. An Occurrence at Owl Creek Bridge) — найвідоміший твір американського письменника Емброуза Бірса. Вперше опублікований в газеті «The San Francisco Examiner» в 1890 році, входить до збірки «В гущавині життя (Оповіді про солдатів і цивільних)».

## Зміст
Пейтон Фаркуар, власник невеликої плантації в штаті Алабама, під час американської громадянської війни має бути страчений через повішення на залізничному мосту. На страті присутні шість військовослужбовців і група піхотинців, які охороняють міст і виконують вирок. Фаркуар думає про свою дружину і дітей, а потім відволікається на шум, який, як йому здається, звучить ніби нестерпно гучний цокіт; насправді ж це цокання його годинника. Засуджений роздумує над можливістю врятуватися: він міг би стрибнути з мосту та проплисти під водою, якщо вдасться звільнити зв'язані руки. Але потім Фаркуар зупиняє себе думкою, що солдати самі кинуть його з мосту, перш ніж він зможе звільнитись.
Далі Фаркуар згадує події, що передували його страті. Він та його дружина відпочивали вдома одного вечора, коли невідомий солдат під'їхав до воріт. Фаркуар, прихильник Конфедерації, дізнався від нього, що війська Союзу захопили залізничний міст через Совиний струмок і відремонтували його. Солдат припустив, що Фаркуар зможе спалити міст, якщо зуміє проскочити повз своїх охоронців. Потім він від'їхав, але після нічної зміни варти повернувся. Солдат насправді був замаскованим розвідником Союзу, який заманював Фаркхура в пастку, оскільки будь-якого цивільного, котрого буде спіймано, вважатимуть диверсантом.
Історія повертається до моменту страти, але під час падіння з мосту мотузка навколо шиї Фаркуара рветься. Він звільняє руки, відтягує петлю і піднімається на поверхню, щоб розпочати втечу. Його почуття тепер сильно загострилися, він пірнає і пливе вниз за течією, щоб уникнути стрільби. Відпливши на достатню відстань, він покидає долину річки, аби вирушити до свого дому за 30 миль звідти. Фаркуар іде цілий день через, здавалося б, нескінченний ліс, і вночі починає галюцинувати: він бачать невідомі сузір'я і чує голоси, що говорять пошепки невідомою мовою. Він іде далі, думаючи лише про свою дружину і дітей, незважаючи на біль від усього пережитого. Наступного ранку втікач отямлюється біля воріт своєї плантації. Він поспішає обійняти дружину, але перш ніж він зможе це зробити, відчуває сильний удар по шиї; лунає гучний шум і білий спалах, а потім настає темрява і тиша.
Виявляється, що Фаркуар взагалі ніколи не тікав, а за лічені секунди під час страти уявляв свою втечу, після чого петля зламала йому шию.

## Критика
Оповідання є одним із найпопулярніших творів Емброуза Бірса. Перекладено багатьма мовами, в тому числі й українською.

## Видання українською
- Випадок на мості через Совиний струмок / Амброуз Бірс. Зібрання творів. — К.: Видавництво Жупанського, 2017. С. 13-22. ISBN 978-966-2355-84-0